# Elizabeth Muyovwe
Elizabeth Nkombo Chona Muyovwe, thường được gọi là Elizabeth Muyovwe, là một Thẩm phán Tòa án Tối cao ngườiZambia kể từ ngày 30 tháng 10 năm 2010 

## Gia cảnh và giáo dục
Bà sinh năm 1956. Cha bà là cố Mainza Chona (1930 đến 2001), Phó Tổng thống một thời của Zambia (1970 đến 1973) và Đại sứ Zambia tại Trung Quốc (1984 đến 1989). Năm 1979, bà tốt nghiệp Đại học Zambia, Trường Luật, với bằng Cử nhân Luật. Bà được nhận vào Zambia Bar vào năm 1981.

## Lịch sử làm việc tại Zambia
Trong thời gian sáu năm, từ năm 1981 đến năm 1987, bà làm việc cho Bộ Pháp lý Zambian, với tư cách là Luật sư Nhà nước và là Trợ lý Cố vấn Trợ giúp Pháp lý Cao cấp. Sau đó, bà được Lima Bank Limited, với tư cách là Chuyên viên Pháp lý cao cấp, phục vụ tại đây từ năm 1988 đến năm 1991. Bà đồng thời làm cộng tác viên nghiên cứu bán thời gian cho "Phụ nữ và Pháp luật ở Nam Phi", từ năm 1989 đến 1993. Bà là Phó Chủ tịch của Toà án Đất đai từ năm 1996 đến năm 1998, và là Giám đốc của Phòng khám Trợ giúp Pháp lý cho Phụ nữ từ năm 1991 đến 1998.
Bà giảng bài, trên cơ sở bán thời gian tại Viện Giáo dục Pháp lý Cao cấp Zambia (ZIALE), từ năm 1999 đến 2003, giảng dạy trong lĩnh vực quan hệ trong nước. Năm 1998, bà được bổ nhiệm làm Thẩm phán Tòa án tối cao Zambia, chịu trách nhiệm Tòa án tối cao ở Livingstone, Zambia. Năm 2010, tổng thống Rupiah Banda đã bổ nhiệm bà vào Tòa án Tối cao và việc bổ nhiệm bà đã được quốc hội phê chuẩn vào ngày 30 tháng 10 năm 2010 

## Lịch sử làm việc tại Liên Hợp Quốc
Năm 2002, công lý Elizabeth Muyovwe được bổ nhiệm làm Thẩm phán thay thế của Tòa án đặc biệt Liên Hợp Quốc cho Sierra Leone.